# Torre de caiguda
|  | Per a altres significats, vegeu «torre de caiguda (atracció)». |

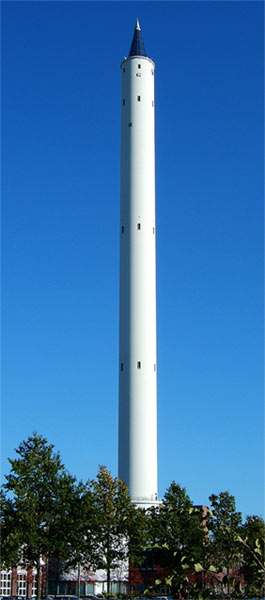
torre de caiguda de Bremen

Una torre de caiguda és una torre en la qual es realitzen proves de caiguda per tal de crear una ingravidesa momentània (que dura fins a uns deu segons). Atès que la resistència a l'aire comportaria forces indesitjables que podrien interrompre l'efecte d'ingravidesa, la caiguda lliure de la càpsula de caiguda es produeix en un tub al buit. La càpsula de caiguda "suaument" aterra al peu del baixant en un recipient amb boles de poliestirè. Sovint, les torres de caiguda tenen un dispositiu de catapulta per estendre la simulació de la ingravidesa, que catapulta la càpsula en el descens. L'exemple més conegut a Alemanya és la torre de caiguda de Bremen.

## Aplicació
- Investigacions preliminars d'experiments basats en l'espai, per exemple investigacions sobre formació de planetes
- investigació física bàsica, basada per exemple en comprovar la validesa de la relativitat general i el principi d'universalitat de caiguda lliure (principi d'equivalència)
- Investigació de processos de flux en líquids
- Investigació de materials
- anteriorment també per a la producció de perdigons
- ocasionalment també com una atracció en parcs d'atraccions